# Resolució 1332 del Consell de Seguretat de les Nacions Unides
La Resolució 1332 del Consell de Seguretat de les Nacions Unides fou adoptada per unanimitat el 14 de desembre de 2000. Després de reafirmar les resolucions 1234 (1999), 1258 (1999), 1265 (1999), 1273 (1999), 1279 (1999), 1291 (1999) i 1296 (1999), 1304 (2000) i 1323 (2000) sobre la situació a la República Democràtica del Congo, el Consell va ampliar el mandat de la Missió de les Nacions Unides a la República Democràtica del Congo (MONUC) fins al 15 de juny de 2001.
El Consell de Seguretat va lamentar les nombroses violacions de l'alto el foc, les hostilitats contínues i la manca de diàleg. Hi va haver acords per aturar els enfrontaments i el país havia de suportar la missió de la MONUC. La situació humanitària a la República Democràtica del Congo i les greus conseqüències del conflicte en els països veïns es van tractar el Consell. També hi havia preocupació per la ràpida propagació del VIH/SIDA entre dones i nenes pel conflicte, el desplegament de l'ús militar dels nens i la dificultat d'assistència als refugiats.
Totes les parts de Acord d'alto el foc de Lusaka van ser convidades a cessar les hostilitats i a intensificar les negociacions. Es va demanar a la República Democràtica del Congo que cooperés amb la MONUC i que implementés les disposicions del Status of Forces Agreement. La resolució va aprovar la proposta del secretari general Kofi Annan d'enviar observadors militars addicionals a la regió, i se li va demanar que presentés un informe sobre les maneres d'abordar la situació a les zones frontereres properes a Uganda, Ruanda i Burundi.
Va demanar la retirada de les forces de Ruanda i Uganda i d'altres tropes estrangeres del país. A més, es va demanar a totes les parts que respectessin els drets humans i vetllar perquè no s'utilitzessin més nens soldats en el conflicte armat. El Consell també va convidar a totes les parts a promoure el desarmament, la desmobilització, la reintegració i la repatriació de tots els grups armats, en particular el Consell Nacional per la Defensa de la Democràcia-Forces per la Defensa de la Democràcia (FDD), l'ex-FAR/Interahamwe de Ruanda i les Forces Democràtiques Aliades (ADF).
Finalment, les parts van ser convidades a cooperar amb el grup d'experts per investigar l'explotació il·legal dels recursos naturals congolesos. L'aprovació de la Resolució 1332 va portar al retorn de 165 nens congolesos per l'UNICEF.